# Jean Duvieusart
Jean Pierre Duvieusart (Les Bons Villers, 10 d'abril de 1900- Charleroi, 10 d'octubre de 1977) va ser un polític belga.

## Trajectòria
Doctor en dret i llicenciat en ciències polítiques i socials en la Universitat Catòlica de Lovaina, va ocupar un càrrec en la seva comuna nativa i després va ser conseller provincial (1933-1936).
Es va convertir en membre de la Cambra de Representants en 1944, ocupant una banca fins a 1949, quan es va convertir en membre del Senat, ocupant una banca fins a 1965. Va ser ministre d'assumptes econòmics en dos períodes (1947-1950 i 1952-1954).
El 1950 es va exercir durant dos mesos com el 36è primer ministre de Bèlgica. Va ser sota el seu govern que el rei Leopold III va tornar a territori belga des del seu exili a Suïssa. A causa del clima polític creat per la Qüestió Real, que va ocasionar vagues generals i manifestacions violentes a la Regió Valona, va renunciar al càrrec després de l'abdicació del rei.
Posteriorment va ser membre i president del Consell de Ministres de la Comunitat Europea del Carbó i de l'Acer, de 1952 a 1953, i president del Parlament Europeu entre 1964 i 1965.
Va abandonar el Partit Social Cristià el 1965 i el 1968 es va convertir en president de la federació conformada pel Mitin de Valònia i el front democràtic dels bruselencs francòfons (FDF). Va ocupar el càrrec fins a 1972.